# Saint-Jean-d’Angle
Saint-Jean-d’Angle ist eine französische Gemeinde mit 698 Einwohnern (Stand: 1. Januar 2022) im Département Charente-Maritime in der Region Nouvelle-Aquitaine. Sie gehört zum Arrondissement Rochefort und zum Kanton Marennes. Die Einwohner werden Anglois genannt. 

## Geographie
Saint-Jean-d’Angle liegt in den Salzwiesen der historischen Landschaft Saintonge. Der Fluss Arnaise begrenzt die Gemeinde im Osten. Umgeben wird Saint-Jean-d’Angle von den Nachbargemeinden Saint-Agnant im Norden, Champagne im Osten, La Gripperie-Saint-Symphorien im Süden, Saint-Just-Luzac im Südwesten sowie Marennes-Hiers-Brouage im Westen und Nordwesten.

## Bevölkerungsentwicklung
| 1962                       | 1968 | 1975 | 1982 | 1990 | 1999 | 2006 | 2019 |
| -------------------------- | ---- | ---- | ---- | ---- | ---- | ---- | ---- |
| 442                        | 456  | 431  | 464  | 486  | 510  | 534  | 691  |
| Quellen: Cassini und INSEE |      |      |      |      |      |      |      |

## Sehenswürdigkeiten
- Kirche Saint-Jean-Baptiste aus dem 11. Jahrhundert
- Mittelalterlicher Ortskern
- Burgruine von Saint-Jean-d’Angle, Monument historique
- Markthalle, erbaut im 17. Jahrhundert (Monument historique)

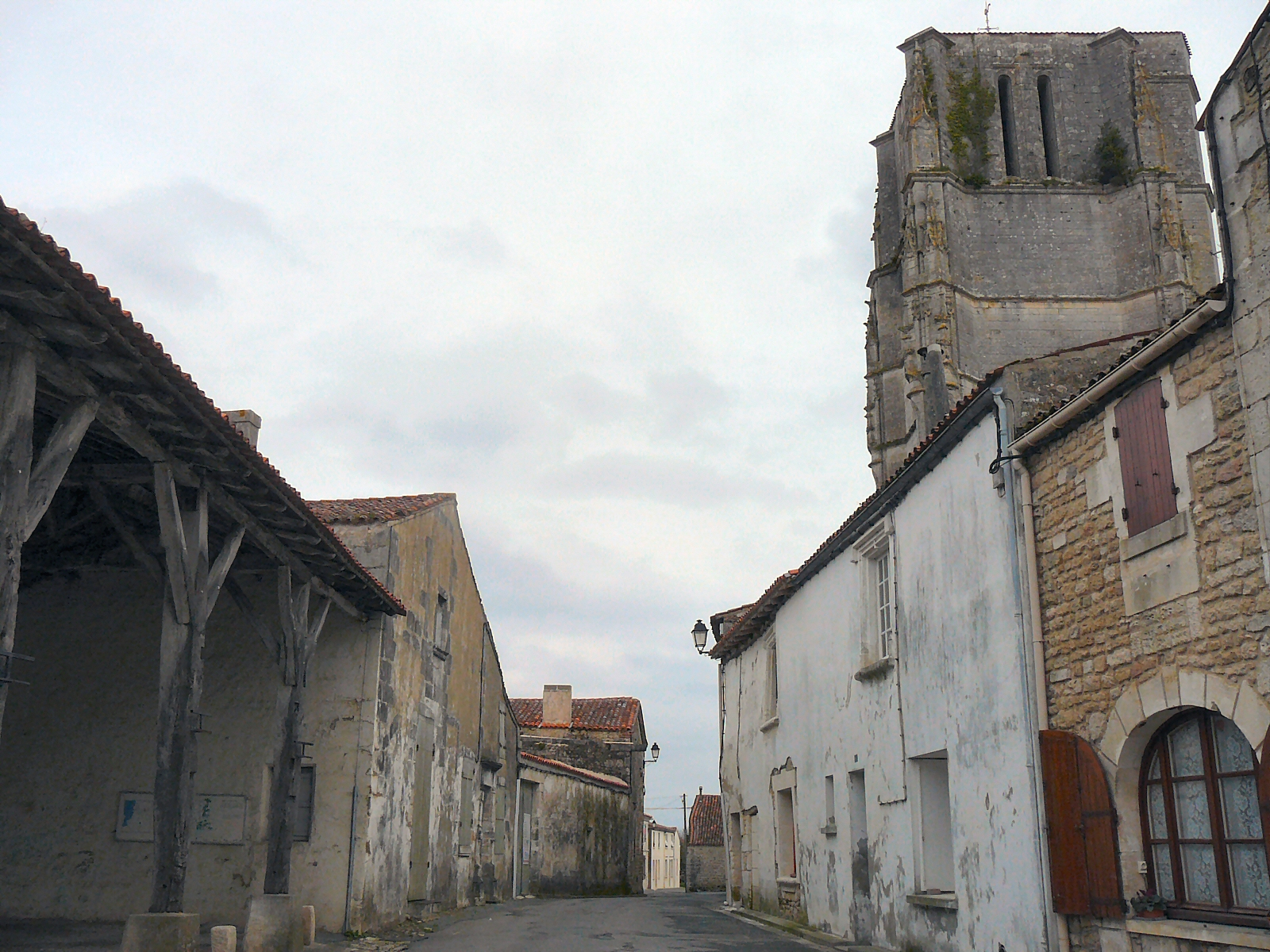
Kirche und Straßenzug im Ortskern
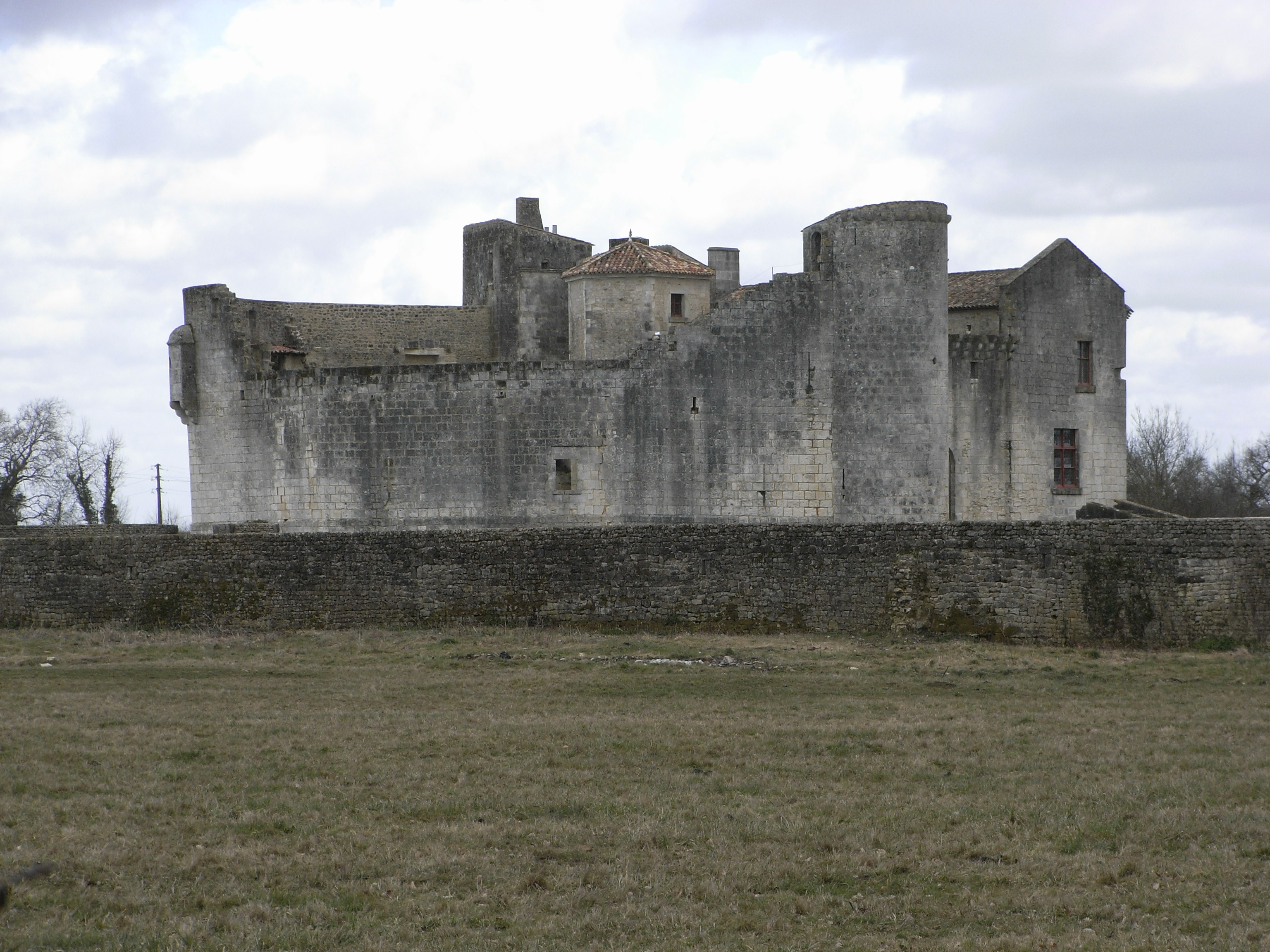
Burg Saint-Jean-d'Angle
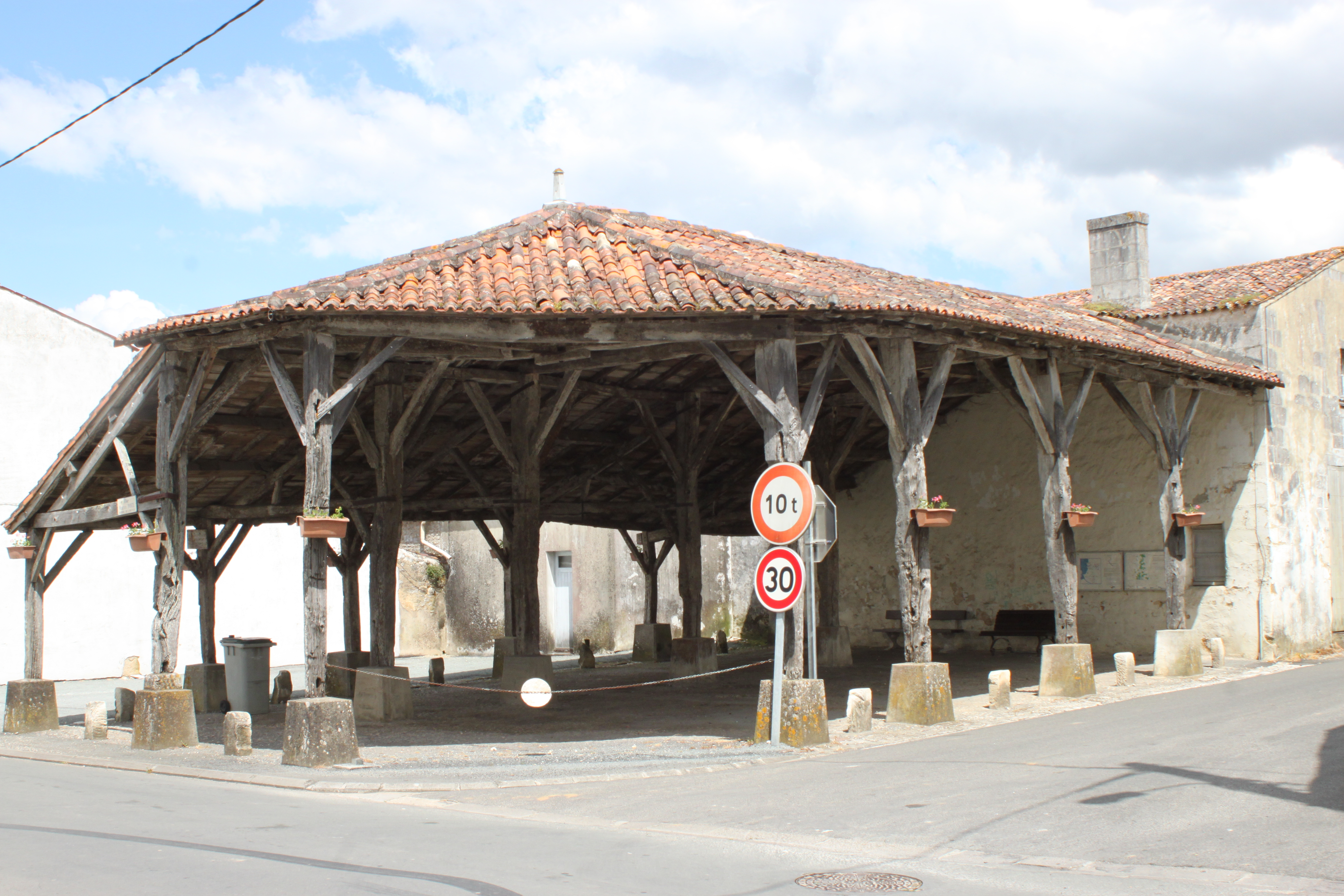
Markthalle